# Бельвалия странная
Бельвалия странная (лат. Bellevalia paradoxa) — многолетнее луковичное травянистое растение; вид рода Бельвалия (Bellevalia) семейства Спаржевые (Asparagaceae).
В русскоязычной литературе этот вид, может упоминаться под названиями Мускари странный, Белльвалия своеобразная.

## Синонимы
В синонимику вида входят следующие названия:
- Bellevalia acutifolia (Boiss.) L.N.Delaunay
- Bellevalia acutifolia Deloney
- Bellevalia elwendica Hausskn. ex Bornm.
- Bellevalia pycnantha (K.Koch) Losinsk.
- Botryanthus paradoxus (Fisch. & C.A.Mey.) Kunth
- Hyacinthella paradoxa (Fisch. & C.A.Mey.) Chouard
- Hyacinthella pycnantha (K.Koch) Chouard
- Hyacinthus elwendius Bornm.
- Hyacinthus paradoxus Fisch. & C.A.Mey.
- Hyacinthus pycnanthus (K.Koch) Baker
- Muscari acutifolium Boiss.
- Muscari elwendium Hausskn.
- Muscari paradoxum (Fisch. & C.A.Mey.) K.Koch
- Muscari paradoxum C. Koch
- Muscari pycnanthum K.Koch
- Pseudomuscari acutifolium (Boiss.) Garbari
- Pseudomuscari paradoxum (Fisch. & C.A.Mey.) Garbari

## Распространение и экология
Восток и северо-восток Турции, Грузия.
Горные пастбища, поля, скальные участки, влажные луга на высотах 500—3000 метров над уровнем моря.
Культивируется повсеместно.

## Ботаническое описание
Луковицы яйцевидной формы, длиной 1,5—2 см. и диаметром (1-)1,5—3 см.
Листьев 2—3. Листья линейные, суженные к основанию, с заострённой верхушкой,  длиной 12—15 см.
Соцветие — кисть, цветков 10—15 . Длина кисти 1—2 см.
Цветки тёмно-фиолетовые, с продолговатым околоцветником длиной 0,5—0,6  см и шириной 0,2—0,3 см. Пыльники 0.6—1 мм, жёлтые.
Цветение в конце апреля. Продолжительность цветения до 25 дней.
В отличие от видов рода мускари цветки колокольчатой, а не округлой формы.

## Агротехника
Зоны морозостойкости: 7b—11.
Относительно сухие почвы, солнечное местоположение.